# Turtagrø
Turtagrø är ett hotell i Lusters kommun i Vestland fylke, norr om Hurrungane, vid norska riksväg 55. Hotellet ligger på 884 meter över havet, och är utgångspunkt för bestigning av Skagastølstindane och närliggande bergstoppar, samt för turer i västra Jotunheimen.
Huvudbyggnaden, med ett mittparti från 1888, samt personalbostaden brann ner i januari 2001. En ny, modern huvudbyggnad, ritad av arkitektfirman Jarmund/Vigsnæs AS Arkitekter, öppnade den 1 maj 2002.